# World Book Encyclopedia
World Book Encyclopedia — универсальная печатная энциклопедия на английском языке. Издаётся в Чикаго, США.
Энциклопедия отражает основные отрасли знаний равномерно, но акцентирована на научной, технической и медицинской тематике.
Первое издание (1917) вышло в восьми томах. Новые издания с тех пор появлялись ежегодно, за исключением 1920, 1924, и 1932 годов, при этом основные изменения были в 1929 году (13 томов), 1933 (19 томов), 1960 (20 томов), 1971 (22 тома) и 1988 (новый шрифт, дизайн и около 10 000 новых статей).
В 1961 году Всемирная книга (World Book produced) Брайля выпустила 145 томов и около 40 000 страниц аналогичного издания. Этот проект был актом доброй воли. Издания Брайля были переданы в дар нескольким учреждениям для слепых.
Электронная версия энциклопедии для Macintosh и Windows впервые появились в 1990 году.
С 1998 года в дополнение к печатному и CD-ROM-изданиям энциклопедии World Book также публикует онлайн-версию под названием World Book Online.